# Mandala (Breaking Bad)
«Mandala» es el decimoprimer episodio de la segunda temporada de la serie de televisión estadounidense de drama Breaking Bad. Fue escrito por George Mastras y dirigido por Adam Bernstein. Este episodio presenta a Gus Fring, interpretado por Giancarlo Esposito. Y Víctor interpretado por Jeremiah Bitsui.

## Trama
Combo está vendiendo drogas en una esquina cuando se da cuenta de que dos traficantes rivales lo están mirando; luego es asesinado por un joven que trabaja para ellos. Skinny Pete, asustado por su muerte y por el reciente roce de Badger con la ley, decide abandonar el tráfico de drogas. Walt y Jesse se reúnen con Saul para discutir su próximo movimiento; él les dice que son distribuidores incompetentes y que necesitan un hombre de negocios que sea más moderado que Tuco y que compre su producto en masa. Él ofrece comunicarse con el único distribuidor de ese tipo del que ha oído hablar, pero será difícil, ya que el hombre es extremadamente cauteloso. Jesse está angustiado porque cree él causó que asesinaran a Combo, y esa noche le dice a Jane que abandone su departamento para que no perjudique su recuperación cuando fuma metanfetamina. Jane a regañadientes decide quedarse con él.
Al día siguiente, Walt espera en un restaurante de pollo local llamado Los Pollos Hermanos, donde el distribuidor ha acordado reunirse con ellos; Jesse llega tarde, todavía drogado, y se marcha rápidamente. Nadie habla con Walt, pero luego se da cuenta de que el distribuidor lo vio y se ha negado a trabajar con él. Mientras tanto, Jane recae en la adicción a las drogas y le presenta a Jesse la heroína. Al día siguiente, Walt vuelve al mismo restaurante y espera hasta el cierre. Finalmente se da cuenta de que el hombre que asume que es el gerente del restaurante es, de hecho, el distribuidor, y solicita una reunión. El gerente finalmente revela que él es el distribuidor y que no puede trabajar con un drogadicto como Jesse. Walt le asegura que su producto es el mejor que existe, y que solo usa a Jesse porque puede contar con su completa obediencia. El gerente le asegura a Walt que se pondrá en contacto si decide trabajar con el dúo, y le advierte a Walt que nunca confíe en un drogadicto.
Skyler ayuda a la compañía a celebrar el cumpleaños de su jefe Ted, donde ella le canta una versión sensual de «Cumpleaños feliz». Más tarde descubre, mientras investiga las cuentas, que hay muchas imprecisiones en los pagos a la empresa. Ted admite que ha desviado millones de dólares para mantener la empresa a flote y apoyar a sus empleados. Skyler dice que ella no lo entregará, pero que no puede ser parte de sus acciones ilegales; sin embargo, luego regresa a trabajar. Walt recibe un mensaje que le dice que vaya al restaurante, donde se entera del gerente real de que el hombre que conoció es el dueño de varias tiendas y que se llama Gus Fring. Justo cuando Walt está a punto de irse, un asociado de Gus llamado Víctor le impide salir y le dice que entregue la metanfetamina en una parada de camiones en la próxima hora. Walt corre hacia el departamento de Jesse y entra mientras Jesse y Jane están en una confusión mental inducida por heroína. Al mismo tiempo, Skyler se pone en trabajo de parto e intenta contactar a Walt. Walt es torturado por su elección, pero de todos modos decide reunirse con Gus.

## Producción
El episodio fue escrito por George Mastras y dirigido por Adam Bernstein. Se emitió por AMC en los Estados Unidos y Canadá el 17 de mayo de 2009.

## Recepción de la crítica
El episodio recibió críticas positivas, pero se destacó por su ritmo más lento. Seth Amitin, de IGN, le dio al episodio un 8.6 de 10, comentando que el episodio fue: «sobre cruzar las líneas...» y que «es el comienzo de la preparación para el final en dos semanas». Donna Bowman de The A.V. Club le dio al episodio una B, escribiendo que «es inevitable que tengamos un episodio simplemente bueno en algún momento» y, como Amitin, pensó que el episodio «parecía estar principalmente preocupado por mover las piezas en su lugar para el final».

## Significado del título
Mandala es un símbolo de importancia en el hinduismo y el budismo, y una palabra sánscrita que significa «círculo». En el contexto de este episodio, se refiere al círculo de nacimiento y muerte, ya que el episodio comienza con la muerte de Combo y termina con Skyler dando a luz.